# Radium-226
Radium-226 of 226Ra is een instabiele radioactieve isotoop van radium. Radium is een aardalkalimetaal waarvan op Aarde alleen sporen in ertslagen met uranium of andere actiniden voorkomen. Het is deze isotoop, die in de vervalreeks van uranium-238 voorkomt, die in 1898 werd ontdekt door Marie Curie en haar man Pierre Curie.
Radium-226 kan ontstaan door radioactief verval van thorium-230 en francium-226 en door elektronenvangst uit actinium-226.
{\displaystyle {\ce {{^{230}_{90}Th}->{^{226}_{88}Ra}+\,_{2}^{4}\alpha }}}
{\displaystyle {\ce {{^{226}_{87}Fr}->{^{226}_{88}Ra}+{e^{-}}+{\bar {\nu }}_{e}}}}
{\displaystyle {\ce {{^{230}_{89}Ac}+{e^{-}}->{^{230}_{88}Ra}+{\nu }_{e}}}}

## Radioactief verval
Radium-226 vervalt bijna geheel naar de radio-isotoop radon-222 onder uitzending van alfastraling:
{\displaystyle {\ce {{^{226}_{88}Ra}->{^{222}_{86}Rn}+\,_{2}^{4}\alpha }}}
In zeldzame gevallen vervalt radium-226 naar thorium-226 onder uitzending van twee β−-deeljes:
{\displaystyle {\ce {{^{226}_{88}Ra}->{^{226}_{89}Ac}+{e^{-}}+{\bar {\nu }}_{e}}}}
{\displaystyle {\ce {{^{226}_{89}Ac}->{^{226}_{90}Th}+{e^{-}}+{\bar {\nu }}_{e}}}}
Daarnaast valt 2,6 × 10−9 % van de radium-226 kernen uiteen in lood-212 en koolstof-14:
{\displaystyle \mathrm {^{226}_{\ 88}Ra\ \longrightarrow \ _{\ 82}^{212}Pb\ +\ _{\ 6}^{14}C} }
De halveringstijd van radium-226 bedraagt ongeveer 1600 jaar. 

## Eenheid voor radioactief verval
Radium-226 werd vroeger gebruikt om de eenheid curie (Ci) te definiëren: 1 curie komt ongeveer overeen met de activiteit van 1 gram 226Ra. De curie werd vervangen door een SI-eenheid, de becquerel (Bq), waarbij 1 Ci overeenkomt met 3,7 × 1010 Bq.
201Ra · 202Ra · 203Ra · 203mRa · 204Ra · 205Ra · 205mRa · 206Ra · 207Ra · 207mRa · 208Ra · 208mRa · 209Ra · 210Ra · 210mRa · 211Ra · 212Ra · 212m1Ra · 212m2Ra · 213Ra · 213mRa · 214Ra · 215Ra · 215m1Ra · 215m2Ra · 215m3Ra · 216Ra · 217Ra · 218Ra · 219Ra · 220Ra · 221Ra · 222Ra · 223Ra · 224Ra · 225Ra · 226Ra · 227Ra · 228Ra · 229Ra · 230Ra · 231Ra · 231mRa · 232Ra · 233Ra · 234Ra · 235Ra